# Charles-Emile de Geloes d'Elsloo
Charles Emile Marie Maurice Lambert Servais de Geloes d'Elsloo (Luik, 30 oktober 1787 - Elsloo, 21 oktober 1834) was een Zuid-Nederlands edelman.

## Levensloop
Charles de Geloes was een zoon van graaf Guillaume de Geloes en van Marie-Thérèse d'Andelot. Hij was een broer van Constantin de Geloes d'Eysden.
De familie de Geloes had adelbrieven vanaf de zeventiende eeuw. In 1745 werd de titel graaf verleend, overdraagbaar op alle afstammelingen, aan Maurice de Geloes, voorzitter van de Tweede stand van het prinsbisdom Luik.
In de Franse tijd werd de jonge de Geloes officier in het Franse leger. Na Waterloo koos hij zich in te schrijven in de nieuwe samenleving die werd gevormd door het Verenigd Koninkrijk der Nederlanden.
In 1816 kreeg hij erkenning van erfelijke adel met de titel graaf, overdraagbaar op al zijn afstammelingen en met de inschrijving in de Ridderschap van de provincie Luik.
Hij trouwde met gravin Antoinette de Borchgrave d'Altena (1785-1860). Naast drie dochters hadden ze een zoon, Théodore de Geloes d'Elsloo (1816-1893). Er zijn afstammelingen tot heden die, ook al behielden ze de Belgische nationaliteit en behoren ze tot de Belgische adel, vooral in Frankrijk gevestigd zijn, met als hoofdverblijfplaats La Turballe. In 1855 werd Theodore de Geloes eigenaar van het kasteel van Lauvergnac in deze gemeente, met een domein van 300 ha. De familie bleef er eigenaar van tot in 1995. Ze bezat ook het kasteel La Haie-de-Besné in Prinquiau.